# Trputac
Trputac (trputec, bokvica, lat. Plantago), biljni rod, trajna zeljasta, vrlo česta livadska biljka. Pojavljuje se na svim livadama, u poljskim međama, uz rubove puteva, u jarcima i na vlažnim plodnim tlima.

## Etimologija
Ime roda dolazi od latinskog planta, jedini ili ravni, i -ago, sličnost, aludirajući na oblik lista P. major.

## Vrste
Obim i broj vrsta koje spadaju u rod Plantago je prilično jasno i precizno određen, s osnovnim problemom da li se podrodovi Bougueria (jedna vrsta s Anda) i  Littorella (2–3 vrste vodenih biljaka) uključuju u rod Plantago ili ne.
Neke od domaćih vrsta trpuca, koje su najrasprostranjenije, razlikuju se prema obliku lista i cvata. To su obični ili veliki trputac (P. major L.), kopljasti trputac (P. lanceolata L.) i srednji trputac (P. media L.).
Osobito su vrijedni listovi trputca zbog provitamina A, vitamina C i K, limunske kiseline, kalija, enzima i glikozida aukubina. Listovi se jedu sirovi (kao salata) ili se dodaju omletu, nabujku, kaši i pireu. Listovi vrste Plantago lanceolata kuhanjem poprimaju ugodan miris i okus na vrganje. Ima ljekovito svojstvo zaustavljanja krvarenja iz manjih rana i antibiotsko djelovanje.

## Rasprostranjenost
Rasprostranjena je po cijeloj Europi, Americi, Aziji, Australiji, Novom Zelandu i Africi, a raste na livadama i svijetlim prozračnim šumama. Mnoge vrste iz ovog roda su kosmopolitske biljke. Vrlo često rastu na vlažnijem tlu, po mjestima koja su ugažena, putevima, prugama, obalama mora, rijeka te po planinama i pašnjacima.

## Upotreba
Koristi se od davnina kao biljni preparat. U narodnoj medicini se više cijeni muški trputac (Herba Plantaginis lanceolatae) bokvica muška ili trputac muški. Za lijek se skupljaju korijen, listovi prije cvjetanja, te sjeme nakon sazrijevanja.
List trputca djeluje kao astringent (sredstvo za zatvaranje), kao protuotrov, antimikrobno, antiupalno i antihistaminsko sredstvo, kao i sredstvo za ublažavanje kašlja, iskašljavanje, diuretik i slično.
Sjeme trputca, naročito vrste P. psyllium, koristi se kao uobičajen laksativ, dostupan u slobodnoj prodaji bez liječničkog recepta. Sjeme nabubri i otpusti sluz kada se uroni u vodu. Koristi se i kao dodatak u proizvodnji laksativa, poput Metamucila. Vrsta trputca P. psyllium je korisna i za ublažavanje konstipacije (zatvora), simptoma sindroma nadražaja crijeva, divertikuloze, kao izvor dijetetskih vlakana u ishrani i slično. Smatra se da su se mnoge vrste trputca koristile u ishrani od prehistorijskih vremena. Naprimjer, postoje dokazi da su indijanci s centralne obale današnje Kalifornije koristili trputac u ishrani prije 6.000 do 8.000 godina.
Pri vanjskoj upotrebi, oblog od lišća je koristan protiv ujeda insekata, osipa uzrokovanog otrovnim bršljanom, manjih ranica i plikova. U narodnoj predaji, postoje priče da pomaže i kod ujeda zmija. Kod interne upotrebe, korisna je za kašalj i bronhitis, u obliku čaja, tinkture ili sirupa. Vrste koje imaju široko lišće koriste se i kao povrće u salatama, zelenim sosovima i slično.

## Upotreba u pučkoj medicini
U pučkoj medicini trputca se najčešće koristi za liječenje kašlja, i pomaže kod svih disajnih problema. Čaj od trputca pospješuje izbacivanje sekreta i šlajma iz pluća i nosa. Travari preporučuju trputac za hripavcu, astmu, upalu pluća, a može se koristiti i za ublažavanje tegoba koje dolaze s tuberkulozom.
Svijež sok ili ispasiran list ubrzava zarastanje otvorenih rana i modrica.
Pokazalo se da trputac stvara odbojnost prema pušenju i smanjuje potrebu organizma za nikotinom. Žvakanje svježeg lista pomaže kod odvikavanja od pušenja, a može se koristi i čaj. List mladog trputca se može dodavati u salate i druga jela.
Dodavanjem svježe iscijeđenog soka citrusa kao što su limun i narandža, u sok ili izgnječen list trputca, formira se enzim myrosinase koji pojačava antibakterijsko djelovanje.
Aukubin iz trputca pojačava izlučivanje mokraćne kiseline kroz bubrege, te se može koristiti za probleme izazvane gihtom.
Travari koriste svjež sok trputca za čišćenje krvi i pomoć kod nekih vrsta čireva. Pomaže i kod upale sluznice, zaliječivanja oteklih žlijezdi i kod hemoroida.
Suhe sjemenke trputca se koriste protiv glista i stomačnih parazita poput ameba.
Suho sjeme djeluju i laksatvino te ga pučki ljekari i travari preporučuju protiv zatvora stolice i za odraslih i djecu.
Postoje tvrdnje da redovno uzimanje sjemenki trputca (8gr dnevno) sprječava nastajanje žučnog kamenca.
Travari koriste trputac i za veliki broj kožnih bolesti. Biljka ubrzava zarastanje otvorenih rana, eliminira kožne čireve, pomaže kod posjekotina, modrica, podlijeva, opekotina, plikova, žuljeva, zanoktica, ubode insekata i nekih osipa. Zbog prisustva saponina, koji njeguje kožu, koristi se kao prirodni antihistamin.
Sok i svježe ispasiran list se mogu koristiti za rane i gnojne infekcije u usnoj duplji i grlu. Pacijenti s tumorima, kojima je radijacija prouzrokovala rane u ustima mogu koristiti ispasiranu smjesu lista trputca, ili svjež sok za ispiranje, u svrhu bržeg zacjeljivanja rana i umanjivanje tegoba. U ove svrhe djelotvornoje i žvakanje svježeg lista trputca. Svjež list i sok pomažu i kod infekcije zuba.

## Galerija
- Plantago alpina
- Plantago lanceolata
- Plantago lanceolata
- Plantago nivalis
- Cvijet muške bokvice
- Plantago coronopus
- Plantago maritima

## Hrvatski nazivi roda s autorima
- babika, Šulek, B., 1879,
- bokavac, Šulek, B., 1879,
- bokva, Šulek, B., 1879,
- bokvica, Horvatić, S., 1954
- bukovac, Šulek, B., 1879,
- janjeći jezik, Šulek, B., 1879,
- krputec, Šulek, B., 1879,
- kukčeva trava, Šulek, B., 1879,
- lepušić ženski, Šulek, B., 1879,
- poputnik, Šulek, B., 1879,
- tariput, Šulek, B., 1879,
- tkanica, Šulek, B., 1879,
- trpuc, Šulek, B., 1879,
- trputac, Domac, R., 1994,
- trputec, Šulek, B., 1879,

## Vrste
1. Plantago afra L.
2. Plantago africana Verdc.
3. Plantago akkensis Murb.
4. Plantago albicans L.
5. Plantago algarbiensis Samp.; kritično
6. Plantago alismatifolia Pilg.
7. Plantago alpestris B.G.Briggs, Carolin & Pulley
8. Plantago alpina L.
9. Plantago altissima L.
10. Plantago amplexicaulis Cav.
11. Plantago anatolica Tutel & R.R.Mill
12. Plantago annua Ryding
13. Plantago antarctica Decne.
14. Plantago arachnoidea Schrenk
15. Plantago arborescens (Mirb.) Poir.
16. Plantago arenaria Waldst. & Kit.
17. Plantago argentea Chaix
18. Plantago argentina Pilg.
19. Plantago argyrea Morris
20. Plantago aristata Michx.
21. Plantago asiatica L.
22. Plantago asperrima Gand. ex Hervier
23. Plantago asphodeloides Svent.
24. Plantago atrata Hoppe
25. Plantago aucklandica Hook. fil.
26. Plantago aundensis P.Royen
27. Plantago australis Lam.
28. Plantago baltistanica H.Hartmann
29. Plantago barbata G.Forst.
30. Plantago bellardii All.
31. Plantago bellidioides Decne.
32. Plantago benisnassenii Romo, Stübing & Peris
33. Plantago berroi Pilg.
34. Plantago bismarckii Niederl.
35. Plantago boissieri Hausskn. & Bornm.
36. Plantago bradei Pilg.
37. Plantago brasiliensis Sims
38. Plantago brownii F.Dietr.
39. Plantago buchtienii Pilg.
40. Plantago cafra Decne.
41. Plantago campestris Hassemer
42. Plantago camtschatica Link
43. Plantago canescens Adams
44. Plantago carnosa Lam.
45. Plantago catharinea Decne.
46. Plantago cavaleriei H.Lév.
47. Plantago centralis Pilg.
48. Plantago charalampidis Strid, Dimop. & Raus
49. Plantago chihuahuensis Shipunov
50. Plantago ciliata Desf.
51. Plantago cladarophylla B.G.Briggs, Carolin & Pulley
52. Plantago commersoniana Decne. ex Barnéoud
53. Plantago cordata Lam.
54. Plantago cornuti Gouan
55. Plantago coronopus L.
56. Plantago correae Rahn
57. Plantago corvensis Hassemer
58. Plantago crassifolia Forssk.
59. Plantago cretica L.
60. Plantago crypsoides Boiss.
61. Plantago cumingiana Fisch. & C.A.Mey.
62. Plantago cunninghamii Decne.
63. Plantago cylindrica Forssk.
64. Plantago cyrenaica E. A. Durand & Barratte
65. Plantago debilis R.Br.
66. Plantago densa (Pilg.) Rahn
67. Plantago depauperata Merr. & L. M. Perry
68. Plantago depressa Willd.
69. Plantago dielsiana Pilg.
70. Plantago drummondii Decne.
71. Plantago elongata Pursh
72. Plantago erecta E.Morris
73. Plantago eriopoda Torr.
74. Plantago euana Hürl.
75. Plantago euphratica Decne. ex Barnéoud
76. Plantago euryphylla B.G.Briggs, Carolin & Pulley
77. Plantago exigua Murray
78. Plantago exilis Decne.
79. Plantago famarae Svent.; kritično
80. Plantago fengdouensis (Z.E.Chao & Yong Wang) Yong Wang & Z.Yu Li
81. Plantago fernandezia Bertero ex Decne.
82. Plantago firma Kunze ex Walp.
83. Plantago fischeri Engl.
84. Plantago floccosa Decne.
85. Plantago galapagensis Rahn
86. Plantago gaudichaudii Barnéoud
87. Plantago gentianoides Sm.
88. Plantago glabrata Hook.fil.
89. Plantago glacialis B.G.Briggs, Carolin & Pulley
90. Plantago grandiflora Meyen
91. Plantago griffithii Decne.
92. Plantago guilleminiana Decne.
93. Plantago gunnii Hook.fil.
94. Plantago hasskarlii Decne.
95. Plantago hatschbachiana Hassemer
96. Plantago hawaiensis (A.Gray) Pilg.; kritično
97. Plantago hedleyi Maiden
98. Plantago helleri Small
99. Plantago heterophylla Nutt.
100. Plantago himalaica Pilg.
101. Plantago hispida R.Br.
102. Plantago hispidula Ruiz & Pav.
103. Plantago hookeriana Fisch. & C.A.Mey.
104. Plantago humboldtiana Hassemer
105. Plantago incisa Hassk.
106. Plantago japonica Franch. & Sav.
107. Plantago johnstonii Pilg.
108. Plantago jujuyensis Rahn
109. Plantago jurtzevii (Tzvelev) Tzvelev
110. Plantago komarovii Pavlov
111. Plantago krascheninnikovii C.Serg.
112. Plantago lachnantha Bunge
113. Plantago lagocephala Bunge
114. Plantago lagopus L.
115. Plantago lamprophylla Pilg.
116. Plantago lanceolata L.
117. Plantago lanigera Hook.fil.
118. Plantago laxiflora Decne.
119. Plantago limensis Pers.
120. Plantago linearis Kunth
121. Plantago litorea Phil.
122. Plantago loeflingii L.
123. Plantago longissima Decne.
124. Plantago lundborgii Sparre
125. Plantago macrocarpa Cham. & Schltdl.
126. Plantago macrorhiza Poir.
127. Plantago maireana Hassemer
128. Plantago major L.
129. Plantago malato-belizii Lawalrée
130. Plantago maris-mortui Eig
131. Plantago maritima L.
132. Plantago mauritanica Boiss. & Reut.
133. Plantago maxima Juss. ex Jacq.
134. Plantago media L.
135. Plantago minuta Pall.
136. Plantago mohnikei Miq.
137. Plantago monosperma Pourr.
138. Plantago montisdicksonii P. Royen
139. Plantago moorei Rahn; ugrožena
140. Plantago muelleri Pilg.
141. Plantago multiscapa B.G.Briggs
142. Plantago myosuros Lam.
143. Plantago napiformis (Rahn) Hassemer
144. Plantago nebularis Hassemer
145. Plantago nivalis Boiss.
146. Plantago nivea Kunth
147. Plantago notata Lag.
148. Plantago novae-zelandiae L.B.Moore
149. Plantago nubicola (Decne.) Rahn
150. Plantago nupera Menkins
151. Plantago obconica Sykes
152. Plantago oelandica Shipunov
153. Plantago orbignyana Steinh. ex Decne.
154. Plantago oreades Decne.
155. Plantago orzuiensis Mohsenz., Nazeri & Mirtadz.
156. Plantago ovata Forssk.
157. Plantago pachyneura Steud.
158. Plantago pachyphylla A.Gray
159. Plantago palmata Hook.fil.
160. Plantago palustris L.R.Fraser & Vickery
161. Plantago papuana P.Royen
162. Plantago paradoxa Hook.fil.
163. Plantago patagonica Jacq.
164. Plantago penantha Griseb.
165. Plantago pentasperma Hemsl.
166. Plantago perssonii Pilg.
167. Plantago phaeostoma Boiss. & Heldr.
168. Plantago picta Colenso
169. Plantago pilgeriana Hassemer; ranjiva
170. Plantago polita Craven
171. Plantago polysperma Kar. & Kir.
172. Plantago pretoana (Rahn) Hassemer
173. Plantago princeps Cham. & Schltdl.; ranjiva
174. Plantago psammophila Agnew & Chal.-Kabi
175. Plantago pulvinata Speg.
176. Plantago pusilla Nutt.
177. Plantago pyrophila Villarroel & J.R.I.Wood; ranjiva
178. Plantago rahniana Hassemer & R.Trevis.
179. Plantago rancaguae Steud.
180. Plantago raoulii Decne.
181. Plantago rapensis F.Br.
182. Plantago remota Lam.
183. Plantago reniformis Beck
184. Plantago rhizoxylon Emb.
185. Plantago rhodosperma Decne.
186. Plantago rigida Kunth
187. Plantago robusta Roxb.; kritično
188. Plantago rugelii Decne.
189. Plantago rupicola Pilg.
190. Plantago salsa Pall.
191. Plantago schwarzenbergiana Schur
192. Plantago sempervirens Crantz
193. Plantago sempervivoides Dusén
194. Plantago sericea Ruiz & Pav.
195. Plantago serraria L.
196. Plantago sharifii Rech. fil. & Esfand.
197. Plantago sinaica (Barnéoud) Decne.
198. Plantago sparsiflora Michx.
199. Plantago spathulata Hook. fil.
200. Plantago squarrosa Murray
201. Plantago stauntonii Reichardt
202. Plantago stenophylla Merr. & L.M.Perry
203. Plantago stocksii Boiss. ex Decne.
204. Plantago strictissima L.
205. Plantago subnuda Pilg.
206. Plantago subspathulata Pilg.
207. Plantago subulata L.
208. Plantago tanalensis Baker; ranjiva
209. Plantago tandilensis (Pilg.) Rahn
210. Plantago tasmanica Hook.fil.
211. Plantago tatarica Decne.
212. Plantago tehuelcha Speg.
213. Plantago tenuiflora Waldst. & Kit.
214. Plantago tenuipala (Rahn) Rahn
215. Plantago tolucensis Pilg.
216. Plantago tomentosa Lam.
217. Plantago triandra Berggr.
218. Plantago trichophora Merr. & L.M.Perry
219. Plantago trinitatis Rahn
220. Plantago truncata Cham. & Schltdl.
221. Plantago tubulosa Decne.
222. Plantago tunetana Murb.
223. Plantago turficola Rahn
224. Plantago turrifera B.G.Briggs, Carolin & Pulley
225. Plantago tweedyi A.Gray
226. Plantago udicola Meudt & Garn.-Jones
227. Plantago uliginosa F.W.Schmidt
228. Plantago unibracteata Rahn
229. Plantago uniglumis Wallr. ex Walp.
230. Plantago urvillei Opiz
231. Plantago varia R.Br.
232. Plantago veadeirensis Hassemer
233. Plantago ventanensis Pilg.
234. Plantago venturii Pilg.
235. Plantago virginica L.
236. Plantago webbii Barnéoud
237. Plantago weddelliana Decne.
238. Plantago weldenii Rchb.
239. Plantago wrightiana Decne.
240. Plantago zoellneriana Hassemer
241. Plantago ×argyrostachys Borbás
242. Plantago ×mixta Domin

## Vanjske poveznice
- Botanical.com Bokvica
- Dodatni podaci o psilijumu, kao i proces uzgajanja i ekonomska vrijednost
- Jestivost bokvica: Identifikacija jestivih dijelova divlje bokvice.